# Plancton (album)
Plancton è il quarto album in studio da solista del cantautore italiano Alessandro Fiori, pubblicato nel 2016.

## Tracce
1. Aaron
2. Plancton
3. Piazzale Michelangelo
4. Margine
5. Ho paura
6. Ivo e Maria
7. Galluzzo
8. Mangia!
9. Madonna con bambino rubato
10. Sereno